# Mirsad Fazlagić
Mirsad Fazlagić (* 4. dubna 1943, Čapljina) je bývalý jugoslávský fotbalista bosenské národnosti. Hrával na pozici obránce.
S jugoslávskou reprezentací získal stříbrnou medaili na mistrovství Evropy roku 1968, na němž byl zařazen i do all-stars týmu turnaje. Celkem za národní tým odehrál 19 utkání.
S FK Sarajevo se stal mistrem Jugoslávie (1966/67).